# FK Sumgayit
Maillots
Le Futbol Klubu Sumgayit (en azéri : Futbol Klubu Sumqayıt), plus couramment abrégé en FK Sumgayit, est un club azerbaïdjanais de football fondé en 2010 et basé dans la ville de Soumgaït.

## Historique
- 2010 : création du club, sous le nom du FK Sumgayit

## Bilan sportif

### Palmarès
| Compétitions nationales                                       |
| ------------------------------------------------------------- |
| - Coupe d'Azerbaïdjan : - Finaliste : 2018-2019 et 2020-2021. |

### Bilan par saison
| Saison    | Championnat | Championnat | Championnat | Championnat | Championnat | Championnat | Championnat | Championnat | Championnat | Championnat | Coupe d'Azerbaïdjan |
| Saison    | Division    | Pos         | Pts         | J           | V           | N           | D           | BP          | BC          | Diff        | Coupe d'Azerbaïdjan |
| --------- | ----------- | ----------- | ----------- | ----------- | ----------- | ----------- | ----------- | ----------- | ----------- | ----------- | ------------------- |
| 2010-2011 | 2e          | 7e          | 44          | 26          | 13          | 5           | 8           | 34          | 26          | +8          | N/A                 |
| 2011-2012 | 1re         | 12e         | 24          | 32          | 6           | 6           | 20          | 20          | 27          | -7          | Premier tour        |
| 2012-2013 | 1re         | 10e         | 35          | 32          | 9           | 8           | 15          | 31          | 49          | -18         | Deuxième tour       |
| 2013-2014 | 1re         | 9e          | 25          | 36          | 5           | 10          | 21          | 27          | 61          | -34         | Deuxième tour       |
| 2014-2015 | 1re         | 8e          | 31          | 32          | 7           | 10          | 15          | 32          | 43          | -11         | Deuxième tour       |
| 2015-2016 | 1re         | 8e          | 39          | 36          | 9           | 12          | 15          | 41          | 49          | -8          | Quarts de finale    |
| 2016-2017 | 1re         | 6e          | 35          | 28          | 9           | 8           | 11          | 28          | 35          | -7          | Quarts de finale    |
| 2017-2018 | 1re         | 5e          | 40          | 28          | 11          | 7           | 10          | 34          | 33          | +1          | Demi-finales        |
| 2018-2019 | 1re         | 6e          | 29          | 28          | 8           | 5           | 15          | 24          | 42          | -18         | Finale              |
| 2019-2020 | 1re         | 4e          | 23          | 20          | 6           | 5           | 9           | 24          | 32          | -8          | Demi-finales        |
| 2020-2021 | 1re         | 3e          | 39          | 28          | 10          | 9           | 9           | 30          | 31          | -1          | Finale              |
| 2021-2022 | 1re         | 6e          | 22          | 28          | 5           | 7           | 16          | 22          | 46          | -24         | Quarts de finale    |
| 2022-2023 | 1re         | 8e          | 31          | 36          | 8           | 7           | 21          | 26          | 70          | -44         | Huitièmes de finale |
| 2023-2024 | 1re         | 4e          |             |             |             |             |             |             |             |             |                     |
| 2024-2025 | 1re         | 8e          |             |             |             |             |             |             |             |             |                     |

1. ↑  Compétition abandonnée à ce stade en raison de la pandémie de Covid-19 en Azerbaïdjan.

Légende
- Vainqueur de la compétition
- Vice-champion ou finaliste de la compétition
- Troisième de la compétition
- Promotion en division supérieure

### Bilan européen
Note : dans les résultats ci-dessous, le score du club est toujours donné en premier
| Saison    | Compétition             | Tour            | Club         | Domicile | Extérieur | Total |
| --------- | ----------------------- | --------------- | ------------ | -------- | --------- | ----- |
| 2020-2021 | Ligue Europa            | Premier tour Q  | KF Shkëndija | 0 - 2    | N/A       | 0 - 2 |
| 2021-2022 | Ligue Europa Conférence | Deuxième tour Q | FK Čukarički | 0 - 2    | 0 - 0     | 0 - 2 |
| 2024-2025 | Ligue Conférence        | Deuxième tour Q | Fehérvár FC  | 1 - 2    | 0 - 0     | 1 - 2 |

Légende
- Victoire ou qualification pour le tour suivant.
- Match nul.
- Défaite ou élimination de la compétition.

## Personnalités du club

### Entraîneurs
- Bernhard Raab (septembre 2011-juin 2013)
- Agil Mammadov (en) (juin 2013-octobre 2015)
- Samir Abbasov (en) (octobre 2015-mai 2018)
- Nazim Suleymanov (juin 2018-novembre 2018)
- Aykhan Abbasov (depuis novembre 2018)

## Historique du logo

2010-2019